# روبي برادي
روبرت «روبي» برادي (بالإنجليزية: Robbie Brady)‏ (مواليد 14 يناير 1992) هو لاعب كرة قدم أيرلندي محترف يجيد اللعب كجناح مع نادي نورويتش سيتي الإنجليزي ومنتخب جمهورية أيرلندا.

## روابط خارجية
- روبي برادي على موقع الاتحاد الدولي (مؤرشف)  (الإنجليزية)
- روبي برادي على موقع الاتحاد الأوربي (الإنجليزية)
- روبي برادي على موقع قاعدة بيانات كرة القدم.إي يو (الإنجليزية)
- روبي برادي على موقع ناشيونال فوتبول تيمز (الإنجليزية)
- روبي برادي على موقع Soccerbase.com (لاعب) (الإنجليزية)
- روبي برادي على موقع Soccerway.com (الإنجليزية)
- روبي برادي على موقع عالم كرة القدم.نت (الإنجليزية)
- روبي برادي على موقع AS.com (الإسبانية)

قالب:تشكيلة بريستون نورث ايند